# 白鹤滩镇 (宁南县)
白鹤滩镇，是中华人民共和国四川省凉山彝族自治州宁南县下辖的一个乡镇级行政单位。2019年12月，撤销倮格乡，将原倮格乡拉堡村、友谊村、梨树村、杉木箐村所属行政区域划归白鹤滩镇管辖。

## 行政区划
白鹤滩镇下辖以下地区：
新建村、六城村、和平村、新华村和解放村。